# Gallotia goliath
Gallotia goliath – wymarły gatunek dużej jaszczurki z rodziny jaszczurkowatych (Lacertidae), opisany na podstawie skamieniałości odnalezionych w stanowiskach na Teneryfie w archipelagu Wysp Kanaryjskich.

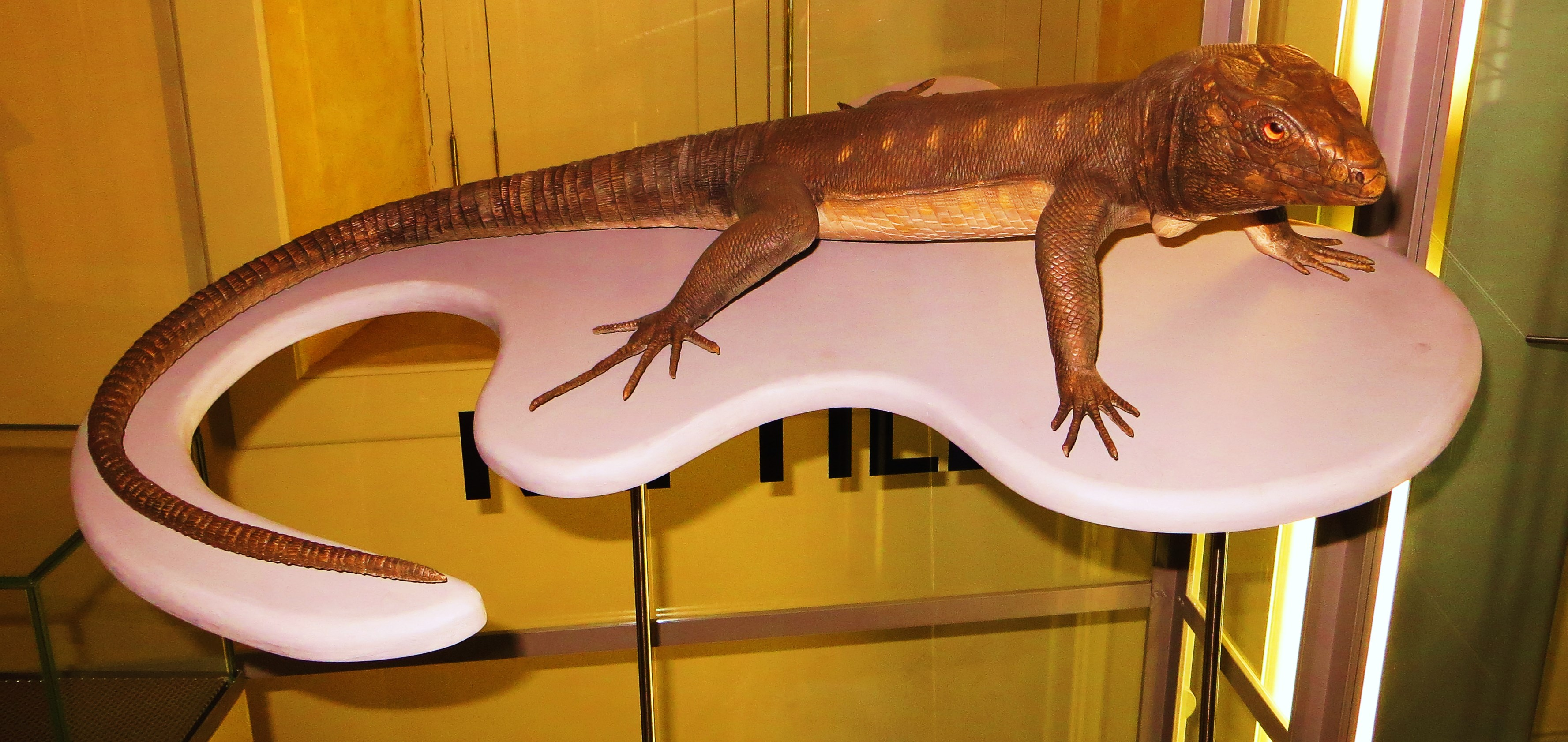
Model w Museo de la Naturaleza y el Hombre w Santa Cruz de Tenerife

Gatunek został opisany przez Roberta Mertensa w 1942 roku pod nazwą Lacerta goliath, obecnie jest zaliczany do rodzaju Gallotia. Przez niektórych autorów takson ten jest synonimizowany z Gallotia simonyi. 
Gallotia goliath prawdopodobnie była dwukrotnie większa od jednej z największych jaszczurek z rodziny jaszczurkowatych – jaszczurki perłowej i osiągała od 1 do 1,5 metra długości.
Gatunek ten żył na wyspach w okresie plejstocenu i holocenu. Jest bardzo prawdopodobne, że przyczyną wymarcia Gallotia goliath było pojawienie się pierwszych ludzi na wyspach tj. Guanczów oraz drapieżników sprowadzonych przez nich.
W jaskini na Teneryfie odnaleziono zmumifikowane szczątki tego gatunku jaszczurki, co umożliwiło dokładne poznanie morfologii, anatomii. Ponadto analiza DNA umożliwiła zbadanie pokrewieństwa Gallotia goliath z innymi gatunkami tego rodzaju żyjącymi do dziś na Wyspach Kanaryjskich, przede wszystkim z Gallotia simonyi simonyi.